# 尚·嘉賓
尚·嘉賓（法語：Jean Gabin，法語發音：[ʒɑ̃ ɡabɛ̃]；1904年5月17日—1976年11月15日）是一位法國演員，曾主演許多經典電影。

## 生平
尚·嘉賓出生於巴黎，雙親是马德莱娜·珀蒂（Madeleine Petit）與費迪南·蒙科尔热（Ferdinand Moncorgé）。